# Transformatorhuisje (Tinallinge)
Het transformatorhuisje in Tinallinge is een monumentaal transformatorhuisje dat is gelegen aan het pad dat onder meer naar de Nederlands Hervormde kerk leidt.

## Beschrijving
Het gebouw is opgetrokken in de Interbellum-architectuur. Het huisje, dat aangeduid wordt met "Tinallinge 1502", is waarschijnlijk gebouwd in de jaren twintig van de 20e eeuw. Het wordt gewaardeerd als een voorbeeld van een type transformatorhuisjes dat toentertijd in de provincie vaak werd toegepast en nog grotendeels gaaf is.